# پارک ملی سوراکسن
پارک ملی سوراکسن (به لاتین: Seoraksan National Park) یک پارک ملی در کره جنوبی است که در کره جنوبی واقع شده‌است.